# Игра Джеральда (фильм)
«Игра́ Дже́ральда» (англ. Gerald’s Game) — американский психологический триллер по одноимённому роману Стивена Кинга. В главной роли Карла Гуджино. Премьера в России состоялась 28 сентября 2017 года.

## Сюжет
События фильма разворачиваются вокруг супружеской пары, у которой имеются некоторые проблемы в семейной жизни. Они едут в своём автомобиле, улыбаются друг другу, но между ними чувствуется некое напряжение, какая-то недосказанность. По дороге они чуть не сбивают собаку, которая поедает другое сбитое автомобилем мелкое животное, но вовремя успевают затормозить. 
Приехав на место, они распаковывают вещи, которых не так уж много, и среди припасов находят стейк из японского ресторана, которым женщина хочет поделиться с встреченным ими с мужем по дороге псом. Вышедший из дома муж уводит её в дом, ненавязчиво обвиняя в расточительстве, но оставляя входную дверь открытой, что она замечает.
Потом он приводит её в комнату, где выпивает таблетку и ненавязчиво приковывает свою спутницу к кровати наручниками. 
Не желая быть изнасилованной собственным мужем, она упирается и упрашивает супруга прекратить всё это. В процессе спора с ней у мужчины останавливается сердце, и его труп падает на женщину. Она сталкивает его ногами на пол и пытается заставить очнуться, зовя по имени и говоря, что согласна на всё, если он очнётся. 
Вплоть до самого вечера она безуспешно зовёт на помощь, но единственным, кто приходит к ней, оказывается встреченная на дороге собака. Которая начинает отгрызать у её покойного мужа руку…

## В ролях
- Карла Гуджино — Джесси Бёрлингейм
- Кьяра Аурелия — молодая Джесси
- Брюс Гринвуд — Джеральд Бёрлингейм
- Карел Стрёйкен — Лунный человек / Рэймонд Эндрю Жубер
- Генри Томас — Том, отец Джесси
- Кейт Сигел — Салли, мать Джесси